# Safety, Fun, and Learning (In That Order)
Safety, Fun, and Learning (in that Order) es el primer trabajo de We Are Scientists. La banda lo autoeditó en formato LP bajo la discográfica Checkered Seagull que ellos mismos crearon para producirse sus primeros trabajos. Se grabó entre 2001 y 2002 y se lanzó en abril de 2002.

## Listado de canciones
| N.º | Título                                      | Duración |  |
| 1.  | «Over and Out»                              | 3:15     |  |
| 2.  | «Ode to Star L23»                           | 3:49     |  |
| 3.  | «Spotomatic Freeze»                         | 3:27     |  |
| 4.  | «The Bomb Inside the Bomb»                  | 3:05     |  |
| 5.  | «Human Technology Will Render You Obsolete» | 2:53     |  |
| 6.  | «The Creeper»                               | 3:34     |  |
| 7.  | «What Gives?»                               | 2:40     |  |
| 8.  | «Mothra Versus We Are Scientists»           | 3:33     |  |
| 9.  | «Making a Go»                               | 2:54     |  |
| 10. | «Trickster»                                 | 2:14     |  |
| 11. | «Easykill»                                  | 3:19     |  |
| 12. | «The Method»                                | 4:13     |  |